# 계룡 나들목
계룡 나들목(Gyeryong IC)은 대전광역시 서구 우명동과 충청남도 계룡시 두마면 왕대리의 경계에 걸쳐 있는 호남고속도로지선의 3번 교차로이다. 두마면, 계룡시내로 진출할 수 있으며, 인근에 대한민국 국군의 3군본부 (계룡대)가 위치하고 있다. 호남고속도로가 처음에 개통할 당시에는 없었던 나들목이었으나 2001년 9월 28일에 추가로 설치하여 개통한 나들목이다.

## 연혁
- 1999년 7월 29일 : 2001년 12월까지 나들목 건설로 인해 충청남도 논산시 두마면 왕대리 1.16km 구간 도로구역 변경[2]
- 2001년 9월 28일 : 나들목 개통[3]

## 구조물 정보
- 위치: 대전광역시 서구 우명동, 충청남도 계룡시 두마면 왕대리
- 영업소: 충청남도 계룡시 두마면 계룡대로 2

## 접속하는 도로
- 계룡대로
- 왕대로
- 간접 연결 : 국도 제1호선, 국도 제4호선 (계백로, 연화 교차로, 계룡과선교 이용)

## 교통량 정보
| 요금소        | 통행량 (대/일) | 통행량 (대/일) | 통행량 (대/일) | 통행량 (대/일) | 통행량 (대/일) | 통행량 (대/일) | 통행량 (대/일) | 통행량 (대/일) | 통행량 (대/일) | 통행량 (대/일) | 각주  |
| 요금소        | 2001년         | 2002년         | 2003년         | 2004년         | 2005년         | 2006년         | 2007년         | 2008년         | 2009년         | 2010년         | 각주  |
| ------------- | -------------- | -------------- | -------------- | -------------- | -------------- | -------------- | -------------- | -------------- | -------------- | -------------- | ----- |
| 계룡 (폐쇄식) | 1,685          | 2,313          | 2,724          | 2,844          | 3,010          | 3,227          | 3,007          | 2,972          | 3,132          | 3,211          | [ 4 ] |
| 요금소        | 2011년         | 2012년         | 2013년         | 2014년         | 2015년         | 2016년         | 2017년         | 2018년         | 2019년         |                | [ 4 ] |
| 계룡 (폐쇄식) | 3,178          | 3,037          | 2,966          | 2,897          | 2,943          | 2,929          | 2,851          | 2,898          | 3,005          |                | [ 4 ] |